# Zhang Jun
Zhang Jun (n. 26 noiembrie 1977, Suzhou, Republica Populară Chineză) este un jucător de badminton chinez, medaliat olimpic. A participat la 2 ediții ale Jocurilor Olimpice (2000, 2004) în care a câștigat două medalii de aur.